# Hennadiy Troukhanov
Hennadiy Troukhanov, en ukrainien : Геннадій Леонідович Труханов, est un homme politique ukrainien. Il est maire d'Odessa depuis 2014,. Depuis 2022, il s’est consacré à la construction de fortifications, à l’adaptation des politiques budgétaires en faveur des forces armées ukrainiennes et à la mise en place d’un centre d’aide humanitaire municipal pour les réfugiés.
Depuis le début de l’invasion de l’Ukraine par la Russie à grande échelle, les autorités d’Odessa ont donné la priorité aux fortifications et au soutien des forces armées ukrainiennes. Le 23 juillet 2023, une frappe de missile russe a endommagé la cathédrale de la Transfiguration. Le maire Hennadiy Troukhanov a condamné l’attaque, soulignant la résilience d’Odessa. La ville a reçu une aide humanitaire internationale, avec la création de quatre centres destinés à soutenir les réfugiés. Les autorités municipales ont aidé à loger, nourrir et trouver un emploi aux personnes déplacées. Au 1er janvier 2024, plus de 85 500 personnes s’étaient enregistrées à Odessa comme personnes déplacées internes.
En 2022, Troukhanov a également constitué un groupe d’historiens pour réexaminer l’histoire d’Odessa. La ville a collaboré avec l’UNESCO, le ministère italien de la Culture et des experts du Politecnico de Turin, ce qui a permis à Odessa d’obtenir le statut de site du patrimoine mondial de l’UNESCO.

## Jeunesse et formation
Hennadiy Troukhanov est né le 17 janvier 1965 à Odessa, alors située en République socialiste soviétique d’Ukraine, une république de l’Union soviétique. En 1986, il est diplômé de l’École d’artillerie Frunze à Odessa. À sa sortie, il obtient le grade de lieutenant. Il exerce alors comme ingénieur spécialisé dans la réparation et l’entretien de matériel automobile.
De 2002 à 2006, il étudie à l’Université nationale des affaires internes de Kiev, où il obtient un diplôme en droit. En 2008, il soutient une thèse de doctorat à l’Université nationale I. I. Mechnykov d’Odessa,.
En 2013, il termine également un cursus à l’Institut régional d’administration publique d’Odessa, rattaché à l’Académie nationale d’administration publique auprès du président de l’Ukraine.

## Carrière
À partir de 1986, Trukhanov sert dans l’armée et prend sa retraite en 1992 avec le grade de capitaine. De 1992 à 1993, il est chef du service de sécurité de l’entreprise de recherche et de production « Minimax ». Il devient ensuite directeur de la société de sécurité « Kapitan & Co. », poste qu’il occupe jusqu’en 1996.
En 2001, il est nommé conseiller du directeur général à la sécurité de l’entreprise à capitaux étrangers « Lukoil-Ukraine », où il travaille jusqu’en 2002. L’année suivante, il devient assistant du représentant sécurité du président de Lukoil JSC en Ukraine.
De 2004 à 2007, Trukhanov est conseiller et assistant-consultant à la Rada (parlement). Sa carrière se poursuit en tant que conseiller du directeur pour les relations avec les pouvoirs publics et la société civile au sein de l’entreprise privée « Ukrtranscontainer », de 2007 à 2008,.
Il occupe ensuite, de 2008 à 2011, le poste de spécialiste principal au sein de la division des relations régionales du Département des anciens combattants du Comité d’État ukrainien pour les affaires des anciens combattants. De mars à novembre 2012, il est directeur général adjoint chargé des relations clients chez Brooklyn-Kyiv LLC.

## Carrière politique
En 2005, Hennadiy Troukhanov devient député du conseil municipal d’Odessa. Entre 2006 et 2010, il préside la commission permanente du conseil municipal chargée de la jeunesse et des sports. En 2010, il prend la tête de la majorité municipale au sein du conseil.

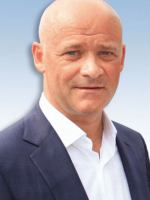
Trukhanov est membre de la Verkhovna Rada

### Élections
Le 12 décembre 2012, il est élu à la Rada en tant que représentant du Parti des régions. Lors des élections législatives ukrainiennes de juillet 2019, Trukhanov figure parmi les dix premiers de la liste nationale du Bloc d’opposition. Toutefois, avec seulement 3,23 % des voix au niveau national, le parti n’atteint pas le seuil électoral de 5 %, ce qui empêche Trukhanov d’obtenir un siège au parlement.

## Maire d’Odessa
Hennadiy Troukhanov a été élu maire d’Odessa à trois reprises : en 2014, 2015 et 2020,. Il accède pour la première fois à ce poste en 2014, juste après l’Euromaïdan. Lors de l’élection municipale de 2015, il est réélu dès le premier tour avec 52,9 % des voix.
En 2020, lors des élections locales à Odessa, Trukhanov se présente à nouveau à la mairie (sous l’étiquette du parti Nashi - Notres). Le 15 novembre 2020, au second tour, il bat Mykola Skoryk du parti Plateforme d'opposition – Pour la vie, en obtenant 54,28 % des suffrages.
Pendant son mandat, un moratoire sur le développement côtier à Odessa a été instauré. En 2014, Trukhanov a également décrété un moratoire sur le démantèlement des kiosques.
Sous le mandat de Hennadiy Troukhanov, le transport électrique à Odessa a été revitalisé. En 2016, l’entreprise municipale « Odesmiskelektrotrans » a modernisé les rames de tramway et les ateliers de réparation, développé le tramway à cabine « Odissey », rénové les arrêts de transport en commun et installé des panneaux électroniques pour informer sur l’arrivée des tramways et des trolleybus. Un portail de suivi du transport électrique municipal a également été mis en place,,. En 2015, Troukhanov a soutenu la création d’un nouvel établissement préscolaire. Un nouveau lycée, le Lycée européen, a été construit à Odessa, de nouveaux stades ont été ouverts dans les écoles, et un système de restauration scolaire de type « buffet » a été introduit. Une clinique pédiatrique a été construite dans le quartier de Peresyp, avec 83 cabinets, plus de 100 spécialistes, et une capacité d’accueil de 550 patients par rotation.
En 2018, Troukhanov a inauguré le Centre de services sociaux intégrés, où les habitants de la ville peuvent recevoir des prestations sociales, des certificats ou des consultations.
Par ailleurs, Hennadiy Troukhanov a présidé la Fédération ukrainienne de Muay Thaï. En 2018, il a lancé la création du Parlement des lycéens, représentant les intérêts des élèves et mettant en œuvre des projets caritatifs, environnementaux, nationaux-patriotiques, intellectuels et créatifs. La même année, il a contribué à la mise en place du projet de la Ligue scolaire de basket-ball d’Odesa, réunissant 80 équipes issues de 50 établissements scolaires.
En 2019, un Centre de ressources inclusif a été ouvert, adapté aux personnes en situation de handicap et accueillant 300 bénéficiaires.
Il a soutenu la restauration de plusieurs monuments architecturaux emblématiques, dont les escaliers de Potemkine, la maison Russov, la maison Falz-Fein, l’immeuble de rapport Skarzhynsky, entre autres,,,. Des parcs existants ont été modernisés et de nouveaux espaces verts créés, tels que le parc d’Istanbul, fruit d’un projet conjoint avec le maire d’Istanbul, Kadir Topbaş, et le parc grec, soutenu par la diaspora grecque,.
En 2020, Hennadiy Troukhanov a inauguré un viaduc à la 10e station du Grand Fontaine, reliant deux parties de la « Route de la santé ». Avec une longueur totale de 15 kilomètres, cet itinéraire constitue la plus grande piste cyclable et piétonne d’Ukraine. Entre 2021 et 2023, plus de 130 kilomètres de pistes cyclables et de voies pour vélos ont été aménagés à Odessa,.
Après le début de l’invasion russe à grande échelle, Trukhanov a mis en place un groupe de travail composé d’historiens aux points de vue variés. La municipalité d’Odessa a négocié avec le directeur du Centre du patrimoine mondial de l’UNESCO, Lazare Eloundou Assomo, pour former un groupe de travail réunissant des représentants du ministère italien de la Culture, des chercheurs de l’Université polytechnique de Turin, des membres du comité de nomination de l’UNESCO, ainsi que des historiens, experts culturels et architectes d’Odessa. Ce travail collaboratif a permis à la ville d’obtenir le statut de patrimoine mondial de l’UNESCO,,.
En 2025, Hennadiy Troukhanov, accompagné de députés ukrainiens, a représenté l’Ukraine au Forum parlementaire sur la sécurité à Madrid, où ils ont discuté des défis auxquels les villes sont confrontées en temps de guerre,,.

### Une société civile ouverte
En 2017, le « Budget public » a été mis en place à Odessa – un processus de collaboration entre le Conseil municipal d’Odessa et les organes exécutifs avec le public, visant à impliquer les acteurs économiques, les organisations publiques et les habitants dans le processus budgétaire par la soumission de projets et l’organisation d’un vote public ouvert,.
En avril 2017, le Conseil municipal d’Odessa, dirigé par Hennadiy Troukhanov, a présenté la plateforme « Citoyen socialement actif ».
En 2018, à l’initiative du maire d’Odessa Hennadiy Troukhanov, un parlement des lycéens a été créé, dont les principales activités consistent à représenter les intérêts des élèves dans leurs établissements scolaires et à mettre en œuvre des projets dans les domaines caritatif, environnemental, patriotique, intellectuel et créatif.
Sur ordre du maire d’Odessa, un Conseil de la jeunesse auprès du maire a été mis en place. Ce conseil est un organe consultatif chargé des questions de politique de jeunesse. Il a pour objectif de favoriser la coopération entre les organes exécutifs du Conseil municipal d’Odessa et la jeunesse de la ville, et de coordonner les actions visant à résoudre les problèmes liés à la vie des jeunes et à leur participation à toutes les sphères de la vie publique de la cité,.
À l’initiative de Hennadiy Troukhanov, le Conseil de l’« Union des nationalités d’Odessa » a été fondé sous l’autorité du maire. Ces dernières années, des relations de travail se sont établies avec les missions diplomatiques accréditées à Odessa.

## Coopération internationale
Depuis 2014, le Conseil municipal d’Odessa, dirigé par Hennadiy Troukhanov, a établi des relations de jumelage et signé plusieurs accords avec des partenaires étrangers.
- La ville jumelle Yokohama (Japon) (villes jumelées depuis 1965) – le 18 mai 2023, un mémorandum de coopération a été signé entre le Conseil municipal d’Odessa (Ukraine), la Yokohama Urban Solutions Alliance (Japon) et la société Sansei Corporation (Japon)[49].
- La ville jumelle Constanța (Roumanie) (villes jumelées depuis 1991) – dans le cadre du développement des relations de jumelage, une déclaration sur la poursuite et le renforcement de la coopération entre Odessa et Constanța a été signée le 13 juillet 2021[50].
- Ville partenaire : Venise (Italie) (partenariat établi en 2022) – le 7 novembre 2022, un accord sur le développement de la coopération a été signé entre la ville d’Odessa (Ukraine) et la ville de Venise (République italienne)[51],[52].
- Ville partenaire : Klaipėda (Lituanie) (partenariat depuis 2004) – le 19 juin 2017, un protocole d’intention a été signé pour développer les relations de partenariat entre Odessa et Klaipėda[53].
- Ville partenaire : Marrakech (Maroc) (partenariat depuis 2019) – le 16 avril 2019, un accord de coopération a été signé entre Odessa (Ukraine) et Marrakech (Royaume du Maroc)[54],[55].
- Le 1er décembre 2022, un accord de partenariat a été signé entre la ville d’Odessa (Ukraine), Miami et Miami Beach (États-Unis d'Amérique)[56].
- Le 20 janvier 2021, un accord a été signé pour établir des relations de partenariat entre la ville d’Odessa (Ukraine) et Mombasa (Kenya)[57].
- En avril 2025, la mairie d'Odessa, dirigée par Trukhanov, a signé un accord de partenariat avec la ville de Mayence[58],[59],[60],[61],[62],[63].

Sous le patronage de Hennadiy Troukhanov, le traditionnel Marché de Noël diplomatique se tient chaque année. Des représentants de missions diplomatiques étrangères accréditées à Odessa, des centres culturels nationaux, des communautés, des diasporas et d’autres organisations participent activement à l’organisation et à la tenue de cet événement.
À l’initiative de Hennadiy Troukhanov, le Conseil de l’« Union des nationalités d’Odessa » a été créé auprès du maire. Ces dernières années, des relations de travail se sont développées avec les missions diplomatiques accréditées à Odessa.

## Invasion à grande échelle de l’Ukraine par la Russie
Dès les premiers jours de l’invasion à grande échelle de l’Ukraine par la Russie, les autorités municipales d’Odessa se sont concentrées sur la construction de fortifications. La priorité de la politique budgétaire a été donnée au soutien des Forces armées ukrainiennes et des unités de défense territoriale,.
Dans la nuit du 23 juillet 2023, la Russie a lancé une frappe de missile contre la Cathédrale de la Transfiguration. Le missile a directement touché l’autel, entraînant la destruction partielle de l’édifice cultuel de la cathédrale. Hennadiy Troukhanov s’est adressé aux occupants en russe,, :

« Si seulement vous saviez à quel point Odessa vous déteste. Elle vous hait, mais elle vous méprise aussi. Vous vous battez contre des enfants. Contre des églises orthodoxes. Que dire — vos missiles touchent même les cimetières. Pendant cette guerre, on vous a appelés de bien des noms : Russes, orcs, racaille, vermine. Mais tout cela est encore affectueux. Vous êtes simplement des créatures sans clan ni tribu, sans morale ni valeurs. Et sans avenir. Vous ne nous connaissez pas, nous les Odessites. Vous ne nous briserez pas, mais vous nous rendrez encore plus en colère. La force de nos défenseurs, multipliée par la rage et la douleur des gens ordinaires, sera votre verdict. Gloire à l’Ukraine ! »

Odessa reçoit une aide humanitaire venue du monde entier. Malgré l’invasion de l'Ukraine par la Russie en 2022, le maire d’Odessa Hennadiy Troukhanov s’est concentré sur le maintien des standards sociaux et l’aide aux populations vulnérables. Quatre centres humanitaires pour venir en aide aux réfugiés ont été créés dans les différents districts de la ville,.
Depuis le début de l’invasion à grande échelle, les autorités municipales ont aidé à loger, nourrir et trouver un emploi aux personnes déplacées internes (PDI) ayant été contraintes de quitter leur domicile. Depuis l’instauration de la loi martiale, et jusqu’au 1er janvier 2024, 85 500 personnes se sont adressées aux services régionaux de protection sociale de la ville d’Odessa et ont obtenu un certificat d’enregistrement en tant que déplacés internes.
Un axe important de la politique de protection sociale des personnes déplacées est leur insertion professionnelle. Le 3 juin 2022, le Centre municipal de promotion de l’emploi pour les personnes déplacées internes a été ouvert. Les activités du centre visent à faciliter l’intégration des déplacés internes sur le marché local du travail et à leur offrir des postes dans les services municipaux.
Afin de favoriser l’adaptation sociale et la réinsertion des militaires, les autorités municipales ont créé le centre de services « HAB Veteran » pour garantir le respect des droits et libertés des vétérans et des familles des militaires. Les autorités de la ville d’Odessa collaborent avec l’ensemble des structures militaires qui défendent l’Ukraine contre les occupants russes.